# Colí escatós
El colí escatós (Callipepla squamata) és una espècie d'ocell de la família dels odontofòrids (Odontophoridae) que habita praderies i matollars des d'Arizona cap al sud, fins al nord-est i el centre de Mèxic.